# Печиська (Груєцький повіт)
Печиська (пол. Pieczyska) — село в Польщі, у гміні Хинув Груєцького повіту Мазовецького воєводства.
Населення — 104 особи (2011).
У 1975-1998 роках село належало до Радомського воєводства.

## Демографія
Демографічна структура станом на 31 березня 2011 року:
|          | Загалом | Допрацездатний вік | Працездатний вік | Постпрацездатний вік |
| -------- | ------- | ------------------ | ---------------- | -------------------- |
| Чоловіки | 51      | 12                 | 33               | 6                    |
| Жінки    | 53      | 10                 | 31               | 12                   |
| Разом    | 104     | 22                 | 64               | 18                   |